# Claudio II (vescovo di Torino)
Claudio II di Torino (... – Torino, 887) è stato un vescovo italiano.

## Biografia
Claudio II fu vescovo di Torino dall'873 all'887.
Nell'878 accolse papa Giovanni VIII di ritorno da un suo viaggio in Francia (dove era giunto attraverso il Moncenisio). Il Pontefice soggiornò alla corte torinese assieme a Bosone, duca di Provenza, ed a sua moglie Ermengarda, assieme a tutta la corte provenzale.  
Claudio II morì a Torino nell'887.